# Angustitrella
Angustitrella is een geslacht van rechtvleugeligen uit de familie krekels (Gryllidae). De wetenschappelijke naam van dit geslacht is voor het eerst geldig gepubliceerd in 2011 door Gorochov.

## Soorten
Het geslacht Angustitrella omvat de volgende soorten:
- Angustitrella andensis Gorochov, 2011
- Angustitrella borealis Gorochov, 2011
- Angustitrella columbia Gorochov, 2011
- Angustitrella hespera Hebard, 1924
- Angustitrella maculata Gorochov, 2011
- Angustitrella picipes Bruner, 1916
- Angustitrella podagrosa Saussure, 1897
- Angustitrella roosevelti Rehn, 1917
- Angustitrella trivialis Gorochov, 2011
- Angustitrella versutus Otte, 2006
- Angustitrella vicina Chopard, 1912